# Rendiment en agricultura

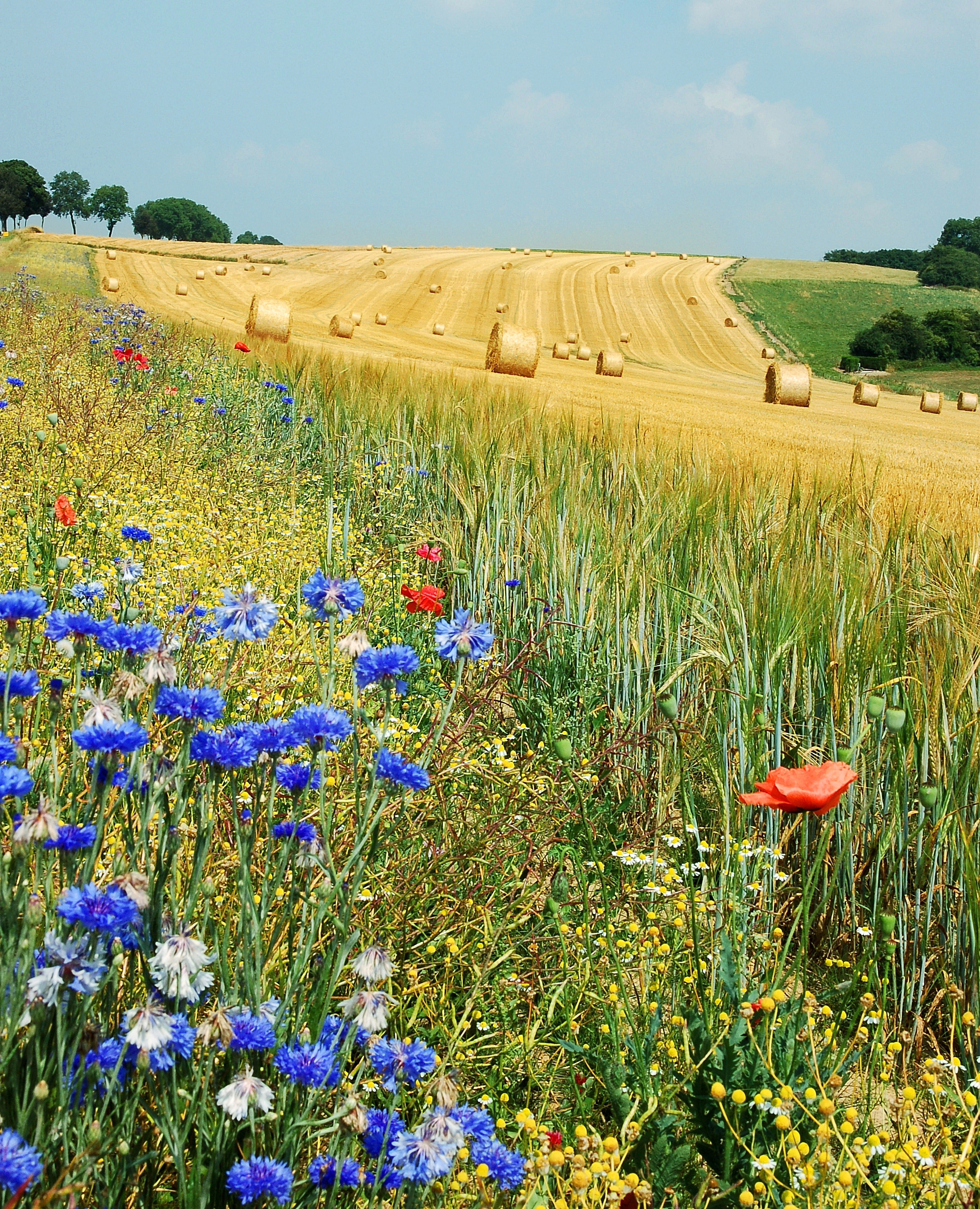
Bèlgica és un dels llocs on el rendiment del blat és més alt del món

El rendiment en agricultura és la quantitat de producte que es cull d'una superfície conreada donada. De vegades s'expressa com quintars mètrics (1 q = 100 kg) per hectàrea en el cas dels cereals i altres llavors o en tones per hectàrea pels productes amb alt contingut en aigua (arrels, tubercles, fruits, etc.)
El terme de «rendiment», encara que es fa servir molt, és impropi, ja que un rendiment és una quantitat sense dimensions, el numerador i el denominador tenen la mateixa unitat. L'autèntic rendiment serà, aleshores, la relació entre les quantitats recollides i la quantitat de llavor utilitzada, concepte que ha estat utilitzat durant milers d'anys, per exemple un rendiment de tres grans per gra sembrat, que és un rendiment propi dels primers temps de l'agricultura, és considerat pels agrònoms com el mínim requerit per fer sostenible la vida en els humans. Alguns investigadors opinen que en certs cereals com el blat o el moresc la millora de la seva productivitat ha arribat ja al límit màxim, d'altres creuen que encara existeix un potencial de millora però que intervenen altres factors.
El rendiment en agricultura depèn de les interaccions entre el potencial genètic de les plantes cultivades, els  tipus i la fertilitat dels sòls, dels factors del clima i de l'ús del capital (per exemple les llavors i els fertilitzants) i del treball i els processos i els mètodes de producció (respecte al sistema de llaurar)El rendiment energètic és la relació entre la quantitat de calories produïdes i aquelles que s'han gastat per produir-les. Segons la lleu de rendiments del cultiu, formulada primer per Turgot, l'’increment continu en l'ús de capital i treball arriba a un cert límit que ja no correspon a un increment del rendiment en agricultura.

## Expressió del rendiment
El rendiment s'expressa de diferents maneres segons la forma de la collita, generalment en una expressió de quantitat (kg, l...) per hectàrea.
- Cereals i altres productes similars es parla en Europa de kg/hectàrea). Als Estats Units és comú expressar els rendiments de cereals en bushels per acre.
- En el cas de cultiu de farratges interessa expressar la collita en matèria seca, ja que les diferències en contingut d'humitat de les plantes quan es cullen és molt alt i s'ha de fer referència a un valor estable (per exemple farratge amb un 12% d'humitat), també es pot expressar respecte a un teòric, (ja que les plantes no s'assequen mai completament) 0% d'humitat o bé en unitats farratgeres, UF per unitat de superfície. Una unitat farratgera correspon, per convenció, a l'energia alimentària que conté un quilo d'ordi.
- En la viticultura a més de kg de raïm per hectàrea, es calcula el rendiment en quantitat de vi (producte final) produït per unitat de superfície i, per tant, es fa menció a un volum respecte a la superfície cultivada per exemple en hectolitre per hectàrea. S'ha de tenir en compte que 100 kg de raïm donen aproximadament 70 litres de vi. En alguns casos s'expressa el rendiment en hectograus per hectàrea. Un hectograu és la quantitat necessària per produir 100 graus d'alcohol. A més de les de quantitat, també intervenen criteris de qualitat, i es redueix voluntàriament el rendiment per planta per obtenir raïms de qualitat millora. Certes denominacions controlades imposen un rendiment maximal per hectàrea.
- En el cas dels productes oleaginosos com l'olivera, gira-sol i altres el rendiment s'expressa en quilos d'oli per hectàrea. El mateix passa en la safranera on només interessa l'estigma de la flor assecat, i en les plantes aromàtiques i medicinals.

## Rendiment màxim i rendiment òptim
El rendiment agronòmic òptim per a un cultiu es defineix com el punt on el rendiment marginal s'anul·la. El rendiment òptim es pot calcular també per una explotació o una rotació de conreus, incorporar els elements econòmics (inversions, decisions sobre la mà d'obra, etc.) o socials (problemàtica medioambiental). Així el rendiment agronòmic dels cultius en tècnica de cultiu simplificada és en general menor, però el rendiment econòmic pot ser millor i proper a l'òptim. La Unió Europea des de la dècada de 1990 ha impulsat polítiques que cerquen rendiments lligats amb un major respecte pel medi ambient.